# Štěpán Hájek
Štěpán Hájek (* 20. srpna 1960 Nové Město na Moravě) je český evangelický farář a písničkář undergroundu 80. let 20. století. Jeho otec Miloslav Hájek byl synodním seniorem Českobratrské církve evangelické.

## Život
Štěpán Hájek maturoval v roce 1980 na železniční průmyslovce, poté vystudoval Evangelickou teologickou fakultu a 18. ledna 1987 byl ordinován jako kazatel Českobratrské církve evangelické. Zpočátku neobdržel státní souhlas k výkonu duchovenské činnosti a pracoval jako skladník v knihkupectví a poté jako dělník v továrně na pneumatiky. Po asi roce a půl již státní souhlas dostal. V letech 1986 až 1987 působil jako seniorátní vikář Horáckého seniorátu v Třebíči, 1. června 1987 nastoupil do kazatelské služby v Horních Dubenkách, kde působil až do roku 1997 nejprve jako vikář, do roku 1999 pak jako farář. Poté se přestěhoval (k 1. září 1999) do Brna-Husovic, kde do konce října 2024 působil jako farář FS ČCE Brno - Husovice.
V roce 1980 založil spolu se spolužákem a budoucím kolegou Zdeňkem Šormem undergroundovou hudební skupinu Lídl & Velík, ve které hrál na kytaru a pro kterou složil několik písní. Kapela ukončila činnost v roce 1985, o rok později ještě nahráli svoji jedinou demokazetu a od té doby vystupují jen velmi ojediněle (naposledy na festivalu Bigbítový Křídla ve Křídlech v roce 2008 a při bohoslužbách Desert v březnu 2009).
Roku 1990 začal s několika přáteli vydávat měsíčník Protestant, jehož byl do roku 1999 šéfredaktorem.
V roce 1995 spolu s Petrem Oslzlým a Josefem Kovalčukem založil v Horních Dubenkách divadelní festival Parrésia, který probíhá během letních prázdnin dodnes (v současnosti jej pořádá místní evangelický sbor). Od roku 2000 organizuje také malý festival Husovický dvorek, který tvoří bohoslužebné shromáždění, divadelní představení a výstava. Od září 2006 do března 2020 pravidelně kázal v hospodě, kde při tzv. Bohoslužbách Desert účinkovali i hudebníci a další hosté (divadelníci, spisovatelé); k podobné práci inspiroval i kolegy ze Žďáru nad Sázavou. U příležitosti sté bohoslužby Desert v listopadu 2017 vyšla kniha s výběrem kázání, přepisů rozhovorů s hosty, fotografiemi a přiloženým krátkým dokumentárním filmem Petra Barana na DVD 100x Desert. Je také jeden z organizátorů hudebních nešporů v Červeném kostele.
Na Divadelní fakultě JAMU vyučuje předmět „interpretace biblických textů“.
Štěpán Hájek vedl svůj blog na Bigbloger.cz Lidových novin, nejprve pod přezdívkou Farář Sauvignon, poté již pod svým skutečným jménem.
Webové stránky Revolver Revue otiskly Hájkovo kázání na pohřbu Zbyňka Hejdy (2013).
Je ženatý, má tři syny a jednu dceru. Synové Ondřej a Jáchym Hájkovi hrají v kapele Poletíme?.

## Dílo
- Jak Vosolbrčko cestoval, 1992 – knížka pro děti napsaná již v roce 1981
- Příběhy nových počátků, 1994, 2004 – sbírka kázání na prvních 11 kapitol Bible ISBN 80-900696-7-3
- Víno tvé výborné, 1998, 2000 – rozhovory se Sváťou Karáskem, autorství spolu s Michalem Plzákem
- Dějiny evangelické církve v Horních Dubenkách – spoluautor, 2000 ISBN 80-86211-14-2
- O něco svobodnější, 2002 – rozhovory se Milošem Rejchrtem, autorství spolu s Michalem Plzákem
- Vyjdi, i vyšel, 2005 – sbírka kázání na Abrahamovy příběhy
- Jonáš, 2011 – sbírka kázání
- 100x Desert, 2017 – koláž kázání, přepisů rozhovorů s hosty a fotografií z bohoslužeb v brněnském klubu Desert s přiloženým krátkým filmem na DVD
- Zastav se na chvíli... Biblické meditace na rok 2020, 2019 – krátká zamyšlení nad texty z Bible
- Farářovo blues, 2025

Štěpán Hájek také připravil k vydání výběr z teologizujících esejů Josefa Veselého Věřit a rozumět (2010). Textem přispěl do knihy Křížová cesta Rudolfa Brančovského (2024).